# Medalla Penitenciaria
Die spanische Strafvollzugsmedaille (Medalla Penitenciaria) wurde am 2. März 1944 per Dekret durch General Francisco Franco erneuert.

## Vorgeschichte und Erneuerung der Auszeichnung.
Die Neuauflage der ursprünglichen Stiftung, die vom 12. April 1915 datiert, war notwendig geworden, da in dem nun fast 30-jährigen Bestehens der alten Auszeichnung so gravierende Änderungen im Justiz- und Strafvollzugswesen vollzogen worden sind, dass eine Verleihung nach altem Recht unmöglich wurde. Wie ihr Vorgänger, wurde die Medalla Penitenciaria zur Belohnung von Verdiensten um das Strafvollzugswesen verliehen.

## Klassen
- I. Klasse: in Gold
- II. Klasse: in Silber sowie die
- III. Klasse: in Bronze.[1]

## Verleihungsvoraussetzungen
Voraussetzung zur Verleihung der I. Klasse war die außerordentliche Erbringung und Verbesserung von Leistungen im Strafvollzug, etwa bei der Resozialisierung von Strafgefangenen. Die Verleihung der II. Klasse kam dagegen in Betracht für wichtige Leistungen um Verbesserungen im Strafvollzug in all seinen Erscheinungsformen wie z. B. der Freizeitgestaltung der Strafgefangenen. Die III. und niedrigste Klasse ist dagegen verliehen worden für Verdienste, die weder außerordentlich noch wichtig (genug) waren, aber zu einer Verbesserung des Strafvollzugs beigetragen haben. Die Träger der I. Klasse werden im spanischen Staatshandbuch namentlich veröffentlicht, ihre Verleihung erfolgte ausschließlich vom spanischen Minister der Justiz und des Innern.

## Aussehen
Getragen wurde die Medaille an der linken Brustseite als Bandorden an der in Spanien üblichen Schnalle.